# 应仁记
《应仁记》（応仁記）是日本古代的一部军记物语，共2卷，作者不详，收录于《群书类丛》。内容讲述应仁之乱。有多種說法認為該書成書於15世紀末至16世紀中。